# Kreuzspitze (Allgäualperna)
Kreuzspitze är en bergstopp i Österrike.   Den ligger i bergsområdet Allgäualperna i distriktet Reutte och förbundslandet Tyrolen, i den västra delen av landet, 500 km väster om huvudstaden Wien. Toppen på Kreuzspitze är 2 370 meter över havet, eller 73 meter över den omgivande terrängen. Bredden vid basen är 0,22 km.
Terrängen runt Kreuzspitze är huvudsakligen bergig. Runt Kreuzspitze är det ganska glesbefolkat, med 26 invånare per kvadratkilometer.. Närmaste större samhälle är Tannheim, 12,8 km nordost om Kreuzspitze. 
Trakten runt Kreuzspitze består i huvudsak av gräsmarker.